# Larry Doyle
Lawrence Joseph Doyle (ur. 31 lipca 1886, zm. 1 marca 1974) – amerykański baseballista, który występował na pozycji drugobazowego w Major League Baseball przez czternaście sezonów.
W MLB zadebiutował w 1907 w zespole New York Giants. Trzy lata później zwyciężył w klasyfikacji pod względem liczby zaliczonych uderzeń (172). W sezonach 1911, 1912, 1913 wystąpił w World Series, jednak Giants trzykrotnie doznali porażki. W 1912 otrzymał nagrodę Chalmers Award dla najbardziej wartościowego zawodnika w National League.
W sezonie 1915 miał najlepszą w lidze średnią uderzeń (0,320), a także zaliczył najwięcej uderzeń (189) i double'ów (40). W sierpniu 1916 w ramach wymiany przeszedł do Chicago Cubs, zaś w styczniu 1918 został ponownie zawodnikiem Giants, w którym zakończył karierę dwa lata później. W późniejszym okresie był między innymi trenerem klubów z niższych lig. Zmarł 1 marca 1974 w wieku 87 lat.

## Nagrody i wyróżnienia
- MVP National League (1912)[3]